# Дебељак
Дебељак је насељено место у саставу општине Сукошан у Задарској жупанији, Република Хрватска.

## Историја
До територијалне реорганизације у Хрватској налазио се у саставу старе општине Задар.

## Становништво
На попису становништва 2011. године, Дебељак је имао 919 становника.

## Попис1991.
На попису становништва 1991. године, насељено место Дебељак је имало 946 становника, следећег националног састава:
| Попис 1991.‍ | Попис 1991.‍ | Попис 1991.‍ | Попис 1991.‍ | Попис 1991.‍ |
| ----------- | ----------- | ----------- | ----------- | ----------- |
|             |             |             |             |             |
| Хрвати      | Хрвати      |             | 936         | 98,94%      |
| Срби        | Срби        |             | 2           | 0,21%       |
| остали      | остали      |             | 1           | 0,10%       |
| непознато   | непознато   |             | 7           | 0,73%       |
| укупно: 946 |             |             |             |             |